# Nossa Senhora das Graças
Nossa Senhora das Graças är en kommun i Brasilien.   Den ligger i delstaten Paraná, i den södra delen av landet, 900 km sydväst om huvudstaden Brasília. Antalet invånare är 3 834.
Trakten runt Nossa Senhora das Graças består i huvudsak av gräsmarker. Runt Nossa Senhora das Graças är det glesbefolkat, med 16 invånare per kvadratkilometer.